# Sweet Home 3D
Sweet Home 3D — це вільний відкритий застосунок для архітектурного проєктування. Дає змогу створювати двовимірні плани поверхів будинку та переглядати їх у трьох вимірах, оздоблювати модель приміщення зовні та всередині, розставляти меблі та побутову техніку. У Sweet Home 3D меблі можна імпортувати та розставляти для створення віртуального середовища. Його також можна використовувати для проєктування креслень будинків.

## Особливості
- Імпорт креслення будинку зі сканованого зображення[3][4]
- Експорт у PDF, SVG та OBJ[3]

## Галерея

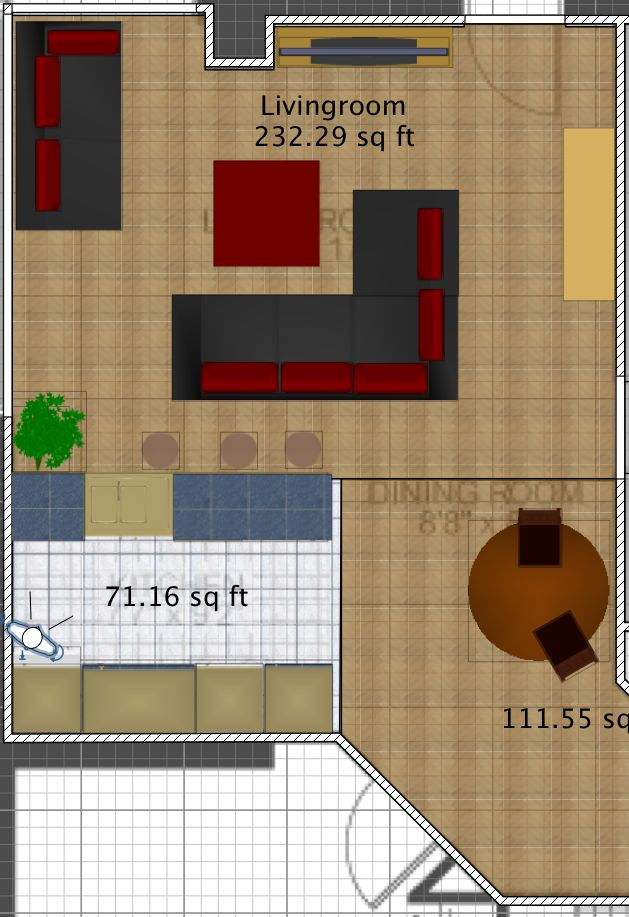
План
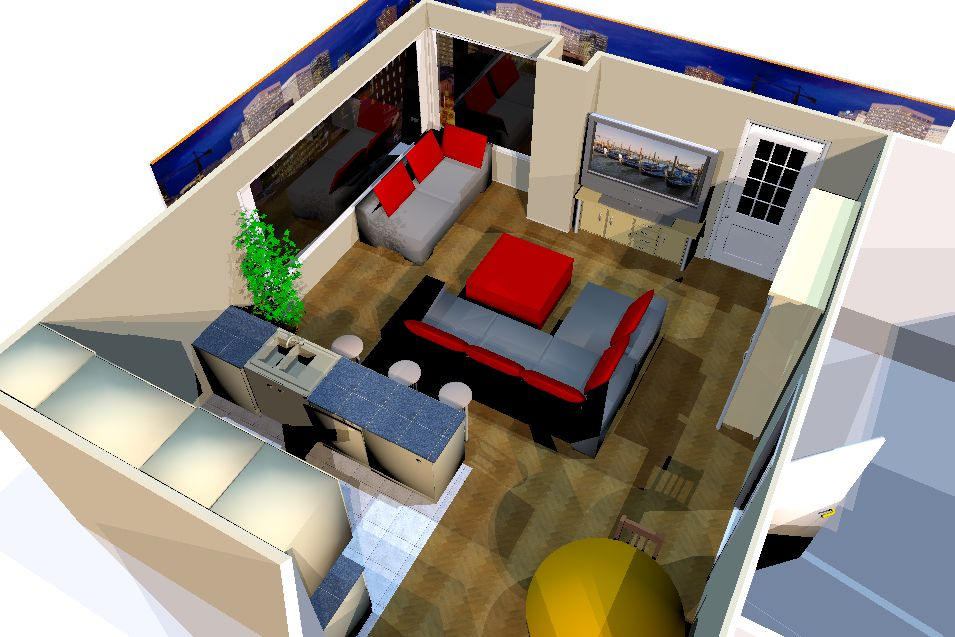
Просторовий перегляд
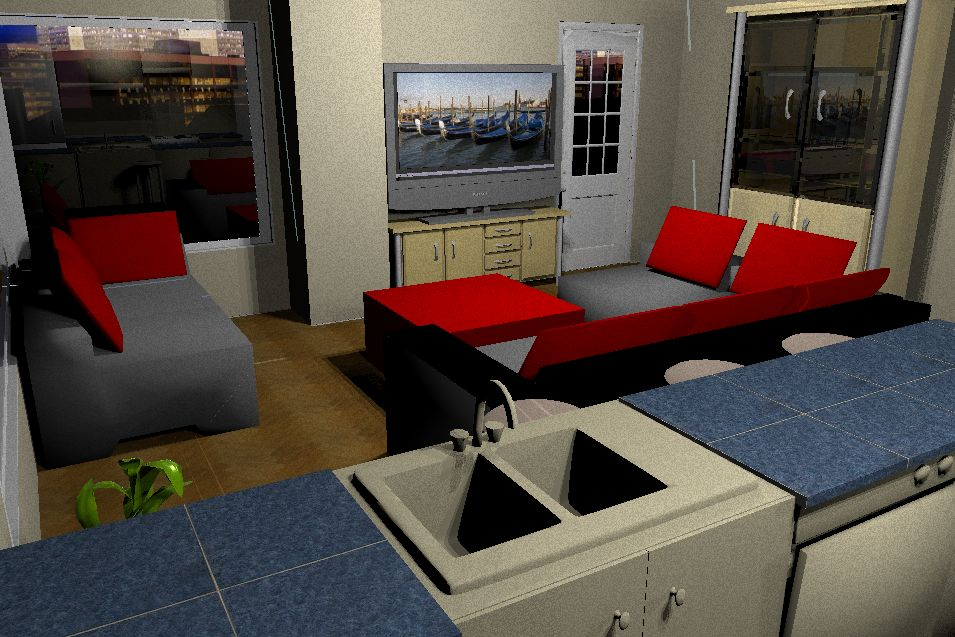
Рендер